# Jewelry Days
Singles de Yui Sakakibara
Kono Hanasaku Koro
(2005)
Jewelry days est le 1ersingle de Yui Sakakibara sorti sous le label LOVE×TRAX Office le 27 août 2004 au Japon.
Jewelry days a été utilisé comme thème pour August BOX Love×2♪Song a été utilisé comme thème pour Sakakibara Yui WEB Radio. Jewelry days se trouve sur l'album Yuithm, une version anglaise deLove×2♪Song se trouve sur l'album Honey, les 4 chansons se trouvent sur la compilation LOVE×singles.

## Liste des titres
Toutes les paroles sont écrites par Yui Sakakibara.
| 1. | Jewelry days                | DJ Shimamura | 4:41 |
| 2. | Love×2♪Song                 | DJ Shimamura | 4:22 |
| 3. | Jewelry days (Instrumental) | DJ Shimamura | 4:40 |
| 4. | Love×2♪Song (Instrumental)  | DJ Shimamura | 4:22 |